# Mimoceroplesis
Mimoceroplesis is een kevergeslacht uit de familie van de boktorren (Cerambycidae). De wetenschappelijke naam van het geslacht werd voor het eerst geldig gepubliceerd in 1967 door Breuning.

## Soorten
Mimoceroplesis is monotypisch en omvat slechts de volgende soort:
- Mimoceroplesis coussementi Breuning, 1967